# Antiochos III de Commagène
Pour les articles homonymes, voir Antiochos.
Antiochos III Épiphane ou Antiochus III Épiphane (grec :  Ἀντίοχος ὀ Ἐπιφανής fl. Μιθριδάτης) a régné sur le royaume de Commagène de 12 av. J.-C. à 17 apr. J.-C.

## Biographie
Il a succédé à son père le roi Mithridate III de Commagène. Sa mère était Iotapa, princesse de Médie et reine de Commagène, descendante de famille régnante d'Arménie, de l'Empire séleucide et de Médie. Ses deux parents étaient cousins germains.

## Conséquences de la mort d'Antiochos
Lorsque Antiochos meurt en 17, sa mort met en danger la stabilité du royaume, voire son existence. Au moment de la mort d'Antiochos, la Commagène est dans une tourmente politique. Les raisons de cette situation sont inconnues, mais il semble qu'à ce moment-là, les enfants qu'il a eus de sa sœur-épouse Iotapa (le prince Antiochos et sa fille, Iotapa) sont trop jeunes pour succéder à leur père et il n'y a aucune autorité pour empêcher les troubles civils qui se développent et pour unir les citoyens de Commagène.
Après la mort d'Antiochos, deux fractions apparaissent, une fraction dirigée par les nobles voulant que la Commagène soit placée sous l'autorité de l'Empire romain, et l'autre fraction conduite par les citoyens voulant maintenir l'existence d'un roi.
Les fractions politiques de Commagène envoient pacifiquement des ambassades à Rome pour demander conseil et assistance à l'empereur romain Tibère, pour décider du futur de la Commagène. Lorsque les fractions politiques entretiennent l'empereur de l'avenir de la Commagène, elles sont parfaitement conscientes de la réalité politique de la domination romaine et sont prêtes à suivre la décision que Tibère va prendre. Elles sont également préparées à vivre sous la loi de l'Empire romain.
L'envoi à Rome des ambassades par les fractions politiques marque la fin de l'indépendance de la Commagène.
Tibère décide de faire de la Commagène l'une des provinces romaines de Syrie. La décision de Tibère est saluée par de nombreux citoyens de Commagène, mais certains, en particulier les partisans de la famille royale, sont très mécontents de ce résultat. La Commagène reste sous la domination romaine jusqu'à ce que l'empereur romain Caligula rétablisse des enfants d'Antiochos sur le trône en 38.

## Monument à Athènes

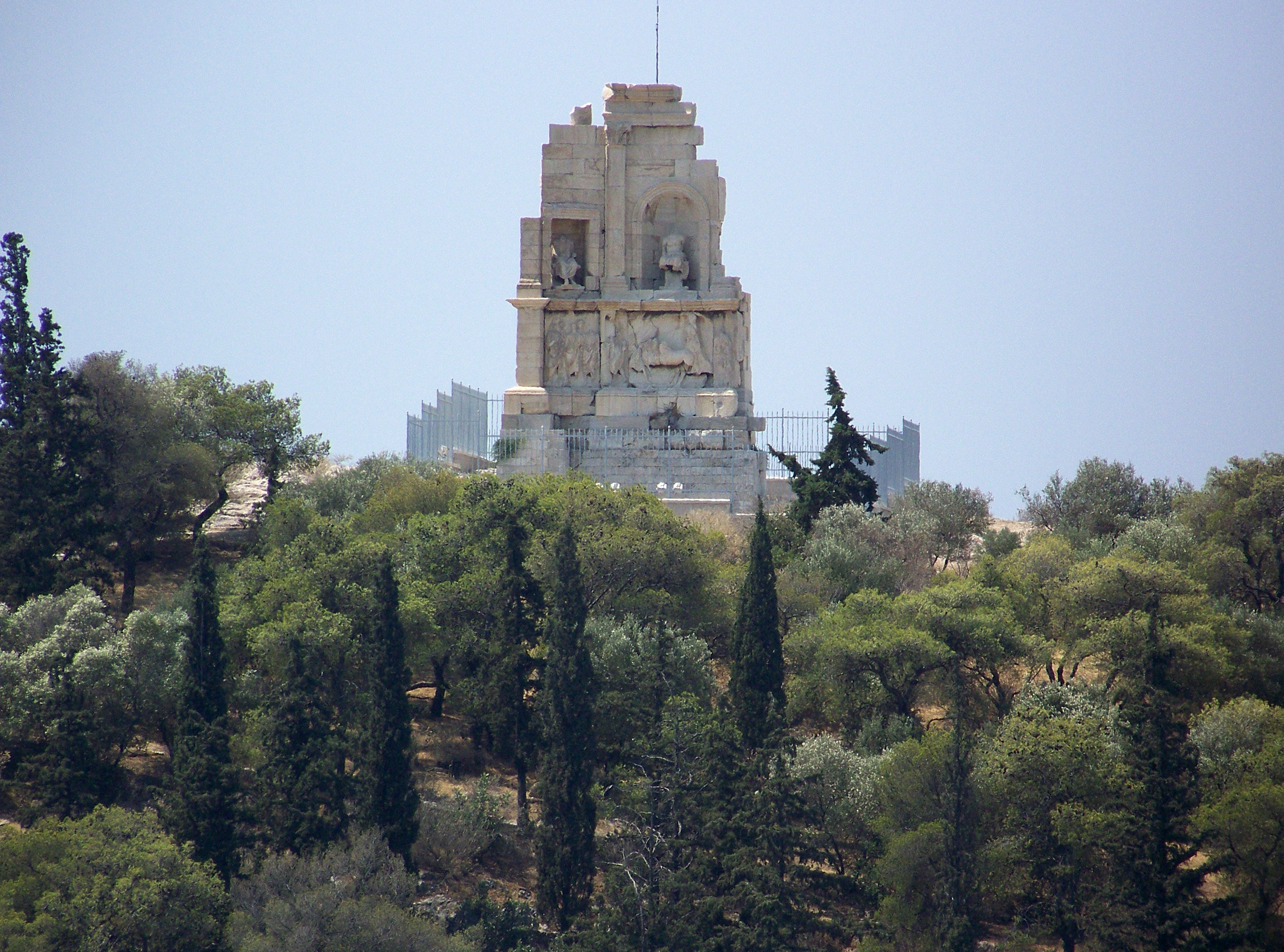
Vue générale du monument de Philopappos.

Antiochos III et son fils sont honorés sur le Monument de Philopappos à Athènes en Grèce, dédié à son petit-fils le prince Gaius Julius Antiochus Épiphane Philopappos, qui était un citoyen éminent et respecté à Athènes. Dans la partie gauche du monument se trouve une statue de son fils, le roi Antiochos IV de Commagène. Au-dessous d'Antiochus IV se trouve une inscription indiquant : « le roi Antiochus, fils du roi Antiochus ».